# Burrton (Kansas)
Burrton é uma cidade localizada no estado americano de Kansas, no Condado de Harvey.

## Demografia
Segundo o censo americano de 2000, a sua população era de 932 habitantes. 
Em 2006, foi estimada uma população de 901, um decréscimo de 31 (-3.3%).

## Geografia
De acordo com o United States Census Bureau tem uma área de 
1,6 km², dos quais 1,6 km² cobertos por terra e 0,0 km² cobertos por água. Burrton localiza-se a aproximadamente 442 m acima do nível do mar.

## Localidades na vizinhança
O diagrama seguinte representa as localidades num raio de 20 km ao redor de Burrton. 